# Wapen van Bavikhove

Het wapen van Bavikhove

Het wapen van Bavikhove werd bij KB van 31 mei 1932 aan de toenmalige West-Vlaamse gemeente Bavikhove toegekend. Sinds Bavikhove in 1976 met de gemeente Harelbeke fuseerde, heeft het wapen geen officiële status meer. Het wapen kan als volgt geblazoeneerd worden:

Gevierendeeld van goud en van sabel.

## Symboliek van het wapen
Het wapen van Bavikhove stemt overeen met dat van de adellijke familie van Lens. Op het einde van de 18e eeuw was Robert Maria Alexander van Lens, erfmaarschalk van West-Vlaanderen, de laatste heer van Ooigem en Bavikhove.

## Verwante symbolen en wapens

Het wapen van Moorsele tussen 1950 en 1976

Alveringem · Anzegem · Ardooie · Avelgem · Beernem · Blankenberge · Bredene · Brugge · Damme · De Haan · De Panne · Deerlijk · Dentergem · Diksmuide · Gistel · Harelbeke · Heuvelland · Hooglede · Houthulst · Ichtegem · Ieper · Ingelmunster · Izegem · Jabbeke · Knokke-Heist · Koekelare · Koksijde · Kortemark · Kortrijk · Kuurne · Langemark-Poelkapelle · Ledegem · Lendelede · Lichtervelde · Lo-Reninge · Menen · Mesen · Middelkerke · Moorslede · Nieuwpoort · Oostende · Oostkamp · Oostrozebeke · Oudenburg · Pittem · Poperinge · Roeselare · Spiere-Helkijn · Staden · Tielt · Torhout · Veurne · Vleteren · Waregem · Wervik · Wevelgem · Wielsbeke · Wingene · Zedelgem · Zonnebeke · Zuienkerke · Zwevegem

Voormalige gemeentewapens: 
Aalbeke · Bavikhove · Moorsele · Vlamertinge